# Göteborg Horse Show
Göteborg Horse Show är en årlig internationell hästtävling som hålls på våren i Scandinavium i Göteborg, Sverige, sedan år 1977. År 2006 kom 82 593 besökare till Göteborg Horse Show, vilket var nytt publikrekord för en fyradagarstävling.[källa behövs] Idén till tävlingen föddes av Pehr G. Gyllenhammar och chefen för det nybyggda Scandinavium Bertil Rönnberg, Gyllenhammars egen klubb Göteborgs fältrittklubb tackade nej till att vara med och arrangera tävlingarna, men Clarebergs ridklubb valde att ställa upp. Inkomsterna från det första året använde klubben för att bygga sig ett nytt ridhus. Fram till och med 2013 hade tävlingarna lockat totalt 2,5 miljoner besökare.

## Hoppning
Sedan 1978 har tävlingen varit en deltävling i världscupen i hästhoppning. Redan 1979 fick arrangera finalen i världscupen. Åren 1979, 1982, 1984, 1986, 1988, 1991, 1993, 1995, 1997, 1999, 2001, 2008 och 2013 har man arrangerat finalen i världscupen. 2011 vann nykomlingen Angelica Augustsson på stoet Mic Mac du Tillard överraskande sin första världscupseger framför namnkunniga ryttare som Ludger Beerbaum till hemmapublikens förtjusning.

## Dressyr
Åren 1992, 1994, 1996, 1998, 1989 och 2003 har man arrangerat finalen i världscupen i dressyr. 1998 vann Louise Nathhorst på Walk on Top världscupfinalen i Scandinavium.

## Körning
2002 arrangerade man finalen i världscupen i körning.

## Mounted Games
Sedan 1988 har det varit mounted games tävlingar (tidigare gymkhana) under Göteborg Horse Show. Det är tre deltävlingar under veckan och det är de totala poängen som räknas. Fyra lag tävlar om vinsten, bland annat ett svenskt lag.